# Костел Матері Божої Громничої та домініканський монастир (Старокостянтинів)
Костел Матері Божої Громничої та домініканський монастир — готичний, з елементами бароко, архітектурний комплекс у старій частині міста Старокостянтинів на історичній Волині в Україні. Осередок чернечого життя римо-католицького ордену отців домініканців протягом 1613–1832 років. Після розформування монастиря і перебудови храму на російську церкву наприкінці XIX століття, відомий також як собор Воздвиження Чесного Хреста. Зазнав нищівних руйнувань в часі Радянсько-української війни й протягом XX століття не відновлювався. З 2003 року в користуванні монастиря Воздвиження Чесного Хреста Хмельницької єпархії Української православної церкви Московського патріархату.
Румовища храму та вежі оголошено «пам'яткою містобудування і архітектури» в 1979 році.

## Розташування
Комплекс розташований на заході України, в місті Старокостянтинів, а точніше в історичній частині міста, на південний захід від замку князів Острозьких, історичного осердя міста, на березі річки Случ. Від замку до монастиря можна дістатися вулицею Івана Федорова.

## Історія

### Передісторія
Історія постання цієї самобутньої пам'ятки сакрально-оборонної архітектури не досить вивчена. З певністю можна говорити лише про будівництво вежі-донжона біля південного оборонного кордону міста в часі здійснення грандіозного проекту побудови цілого Костянтинова між 1561–1580 роками з ініціативи князя Василя Костянтина Острозького. Донжон висотою близько 30 метрів повинен був надійно забезпечити огляд і простріл значного терену. Дослідники волинської старовини кінця XIX століття, зокрема Микола Теодорович, висунули документально не підтверджену версію, за якою в 1570-х роках впритул до вежі з північного боку було збудовано православну церкву Воздвиження Чесного Хреста. Відтак домініканам дістався вже цілком сформований архітектурний комплекс — поєднання храму з донжоном. Нібито, замість втраченого храму православні містяни в 1640 році звели нову церкву Воздвиження Чесного Хреста на Новоміському передмісті — Стариках, звідки отримала вона іншу назву Старицька.
Версія ця виглядає малоправдоподібною ще й з огляду на те, що Януш Острозький, власник Старокостянтинова станом на 1612 рік, повинен був би строго дотримуватися батьківського заповіту і ще в 1603 році в акті поділу міста Острог разом з братом Олександром Острозьким, якому у володіння дістався Костянтинів, обіцяли:

сторони церков так римського, як і грецького визнання те, що здавна для них надано є в цілому, зберігатися повинно згідно давніх привілеїв чи подань, у тому стані, що в Тарнові і Острозі спільне подавання собі і нащадкам своїм кладемо і залишаємо на вічні часи, тобто, до католицьких храмів католицькі священики, а до церков грецької релігії духовні зверхності константинопольського патріарха…

Того ж, 1603 року, Олександр Острозький, отруєний слугою, помер. У 1604 і 1605 роках під час нищівних пожеж майже всуціль вигоріла уся дерев'яна забудова міста. Очевидно, сплинула у вогні й дерев'яна церква Воздвиження Чесного Хреста. Батько прожив не набагато довше улюбленого сина і спочив в Бозі 1608 року. Але саме з наслідками пожежі, ймовірно, слід пов'язувати початок будівництва нового мурованого храму.

### Домініканський період
1612 року о. Симфоріан і о. Амброзій з Ужендова зустрілися з князем Янушем Острозьким в справі набуття римо-католиками костелу в Старокостянтинові.
18 квітня 1613 року домінікани вже мали в Старокостянтинові костел, почали будівництво келій монастиря, який підпорядковувався Руській провінції ордену. Князь передав на утримання монастиря села Іршики і Преорівку, десятину з сульжинського фільварку на костел і монастир, десятину з села Марківці на шпиталь і три лани орної землі. Крім того, по 20 злотих з оренди старокостянтинівської, 10 постав голландського сукна. Монастир мав свою осібну юридику на Заслуцькому передмісті. Станом на 1775 рік в юридиці нараховувалося 20 димів і 4 в самому місті. У 1764 році їхній капітал становив 20,800 злотих. Десятини збіжжям надходили з окремих костянтинівських маєтків. Число монахів у монастирі часом сягало 28 осіб.
Згідно з описом монастиря, поданого в «Інвентарі…» 1615 року, це був:

«костел мурований, ґонтами дубовими фарбованими побитий, на верху альтана білою бляхою оббита, над нею баня мідна з пуклями злотистими. До костелу дверей двоє залізних… Вежа велика, біля костелу від річки Случ мурована, побілена, в ній склепінь двоє — одне над… на долі. Друге над каплицею на горі флорізоване».

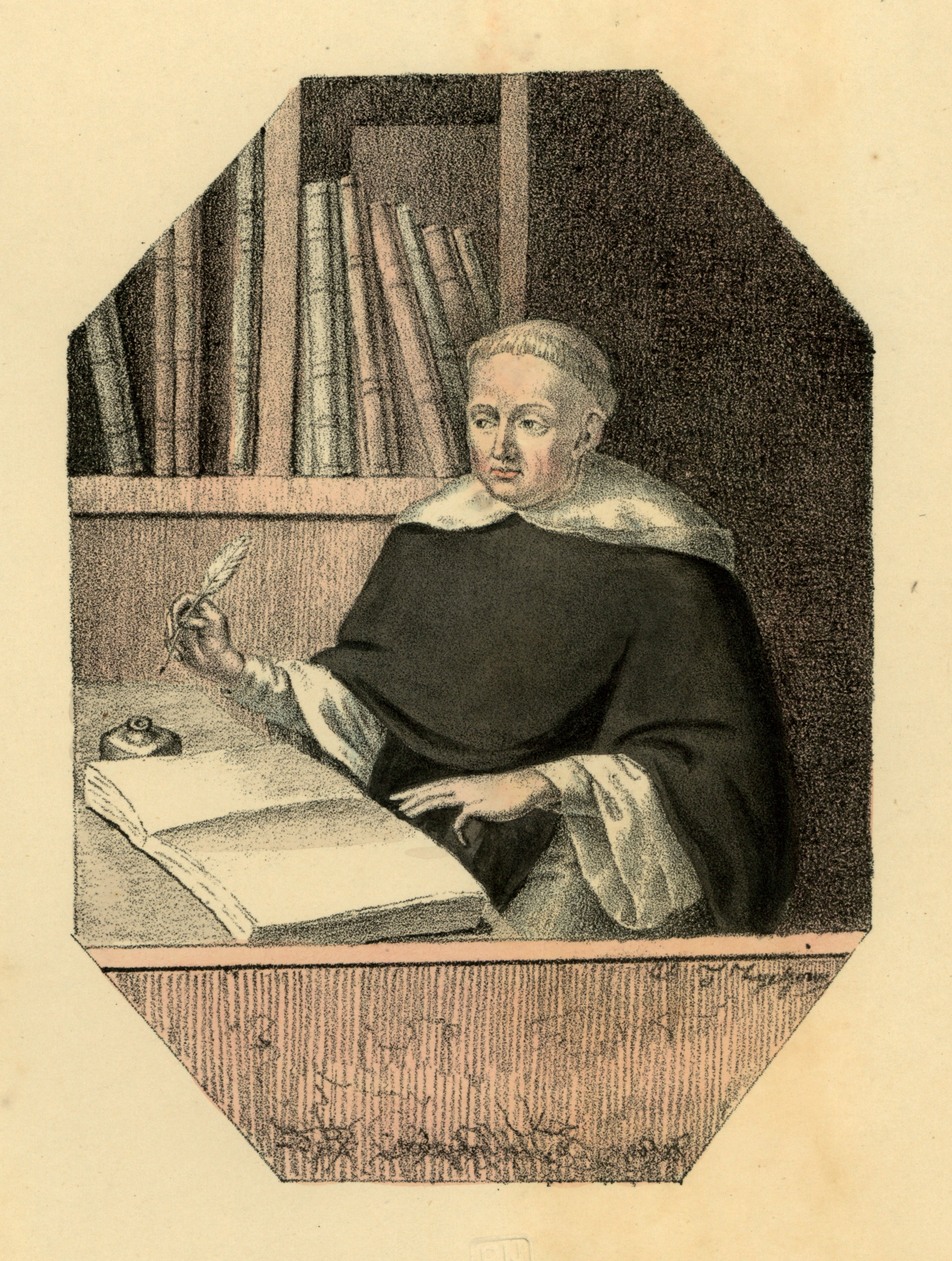
Отець Шимон Окольський

1617 року в монастирі відбулася капітула, на яку прибув о. Рафал з Бононії. Цього року Костянтинів був спалений і пограбований кримськими татарами. Татарські напади відбивали у 1593, 1595, 1618 роках. З 1624 до 1709 року татари 6 разів пустошили місто.
Після 1620 року Руську провінцію ордену домініканів було поділено на три очолювані вікаріями контрати: Руську, Подільську і Покутську. Старокостянтинівський монастир підпорядковувався львівському вікарію — голові Руської контрати.
На капітулі 1624 року затверджено печатку монастиря. 1628 року на генеральній капітулі в Римі генеральним скарбником ордену призначено старокостянтинівського скарбника о. Павела.
Між 1638–1641 роками пріором монастиря був о. Шимон Окольський.

1640 року до старокостянтинівського монастиря призначено місіонером о. Ієроніма з Грабова.
1648 року монастир піддався нападу повстанських військ Богдана Хмельницького, опорядження костелу понищено, окремих монахів катовано і страчено.
На початку XVII століття Руську провінцію наново розділено на шість контрат, Старокостянтинів віднесено до Львівської.
1747 року пріором і дефінітором монастиря був о. Петро Фонфорович. 1762 року уряд пріора і дефінітора обіймав о. Альберт Слотвінський.
1764 року в Старокостянтинові відбулася капітула.
Після першого поділу Речі Посполитої утворено нову Руську провінцію, старокостянтинівський монастир ввійшов до Волинської контрати.
Близько 1806 року пріором монастиря був о. Емерик Белдовський.
Згідно з візитацією 1820 року:

«Костел у довжину має 40 ліктів, ширину 20, покритий ґонтами, оточений муром висотою 5 ліктів. Вивершений костел куполом, на середині розташовується сиґнатурка з залізним хрестом. В інтер'єрі великий різьблений вівтар, лакований зеленим, місцями золочений, з колонами на обидва боки вівтаря, між якими 6 дерев'яних фігур апостолів, лакованих білим. Висота вівтаря 18 ліктів. Вгорі над вівтарем — образ Богоматері Вервиці в срібних золочених шатах. Останні подаровані в 1715 році Іоанною і Олександром Драгомірами, зображення яких поруч з датою містилися в нижній частині шат. У перспективі вівтаря вікно засклене помаранчевим склом, а на його фоні — чудодійне розп'яття Ісуса Христа, що затулялося полотняним занавісом із зображенням п'яти Ісусових ран. Ісус у короні, має довкола стану перев'яз срібний золочений, до образу підвішені вотиви. Святий престол надав відпуст на статую in perpetuum.
За вівтарем монастирський хор на 13 лавок. Праворуч від вівтаря різьблений баптистерій мальований, місцями золочений.
Другий вівтар — святого Домініка, мальований на полотні, з завісою з зображенням святого Миколая. Третій — святого Антонія на полотні, затуляється образом святого Якуба. Четвертий — вівтар святого Вінсента Ферера — в каплиці.
А також три вівтарі з образами, мальованими на стіні: святого Михаїла, Івана Хрестителя і Яна Непомуцького.
Підлога — кам'яна. Трьохсекційний орган з двома клавіатурами на дванадцять голосів і чотири міхи.
Монастир також розписаний, покритий ґонтом, перекриття поверхів склепінчате. Коридор першого поверху довжиною 120 ліктів, шириною 4 лікті в одну лінію. У цьому коридорі 6 келій. Крім цього коридору, ще один — також прямолінійний, що провадить до костелу. На горі 20 келій, лише 8 придатних для мешкання.
Вежа при костелі вистою 50 ліктів, шириною 15.
Двір перед монастирем довжиною 200 ліктів, шириною 100, обнесений муром висотою 5 ліктів. У тому мурі, напроти костелу, дзвіниця на чотири дзвони; там само стайня, возівня, поруч флігель на вісім кімнат. Біля флігеля — садочок, а при ньому — шпиталь з двома вбиральнями; далі сад посаджений 1809 року, оточений муром: з боку річки на 3 лікті, а від міста 6 ліктів висотою і 120 ліктів довжиною.
Риз різних кольорів 90, далматик 28, покривал 11.
Срібло: монстрація вагою 7 фунтів, 2 коробочки по 3 фунти, пацифікат вагою 2 фунти, 9 келихів, хрест, трибуляр, рами на образах, вотиви — разом 225 штук, ваза вагою 100 фунтів.
У костелі зберігалося 80 книжок».

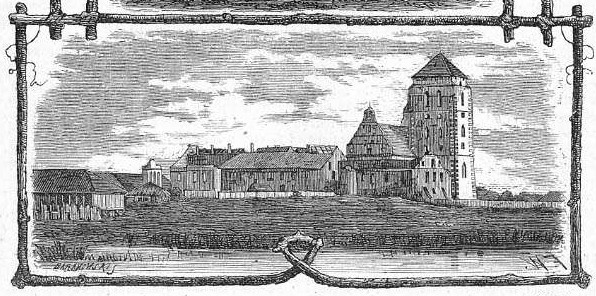
Загальний вигляд монастиря. Гравюра 1873 року

При костелі діяло Братство Богородиці Вервиці, без жодних фундушів, тільки на свято збирали близько 100 злотих. Шпиталь також не мав доходів, діяльність покривалася з милостині.
На двох монастирських юридиках, Заслуцькій і Підмонастирській, нараховувалося в першій чверті XIX століття 38 димів, підданих чоловічої статі 85, дохід з них 500 рублів сріблом.
Фільварок на Меджибізькому передмісті над Случчю мав хату, господарські будівлі, овочевий город. Розводили там різну худобу.
Пріором і пробощем монастиря в 1820 році був о. Василь Войцехівський, в минулому викладач філософії. Володів польською, латинською і російською мовами. Субпріор о. Яцек Гаєвський, уродженець Старокостянтинова, володів польською, латинською і німецькою мовами.
Скарбник о. Ромуальд Мрочковський знав лише польську і латинську мови.
Під 1826 роком зафіксовано лише двох монахів: вікарія о. Діонісія Шембеля і о. Олексія Стрельбіцького, скарбника.
Більше було в 1830 році: пріор, доктор теології о. Томаш Дашкевич; субпріор о. Лукаш Думінський; скарбник о. Себастян Подгурський; скарбник о. Калікст Славіцький; о. Петро.
1831 року ченців побільшало: пріор о. Домінік Подгурський; емерит о. Томаш Дашкевич; лат. praedicator generalis о. Діонісій Шембел; скарбник о. Кирило Яголковський; промотор вервиці о. Людвік Васюкевич; о. Себастян Подгурський; клірик Флоріан Грабовський.
Парафіян на той час налічувалося 2616 осіб.
Після придушення Листопадового повстання монастир закритий. Монахи перебралися до луцької обителі, а парафію перенесено до старокостянтинівських капуцинів. 1858 року капуцини разом з парафіянами звели при вулиці Кузьминській, чи Капуцинській, новий шпиталь, замість закритого домініканського.

#### Шкілка
Станом на 1803 рік в школі нараховувалося 25 учнів. 17 походженням зі шляхти, 8 — міщани різних національностей. Навчали там читати й писати, польською і російською мовами, трохи латинською, початків арифметики, катехизму. У 1804–1805 роках до школи ходили 12 учнів, 1808 року — 23, а 1820 року — 6. За більш ґрунтовними знаннями зверталися до міської школи. Шкілка проіснувала до 1832 року.

### За російського панування. Собор Воздвиження Чесного Хреста
У 1832 році споруди передано Православній російській церкві. Під керівництвом настоятеля собору Успіння Пресвятої Богородиці, протоієрея отця Никифора Пахаловича в костелі встановлено іконостас і вівтар. Весною 1837 року розпочато богослужіння. Але вже в липні 1838 церкву закрито, а будівлі передано поліції. В монастирських корпусах влаштовано в'язницю. Поруч розмістилося духовне правління, помешкання молодшого священика собору Успіння Пресвятої Богородиці, диякона і псаломника, богадільня. Розташовувалися також інвалідна команда і рота майстрів 12-го Ахтирського Його величності принца Фрідріха-Карла Пруського полку. За час їхнього побуту святиню фундаментально понищено: втрачена покрівля, на підлозі не лишилося жодної кам'яної плити, вкрадено кіоти та ікони, спаплюжено декор, пропала вся столярка (двері, віконні рами, драбини на хори й на вежу), поховання в криптах спрофановані, вівтар перекинутий.
У 1850-х роках святиню відремонтовано на зібрані священиком собору Успіння Пресвятої Богородиці отцем Никанором Карашевичем кошти. Допомагали у відбудові храму рекрути 30-го Полтавського піхотного полку під командуванням Костянтина Головачевського, що проходив через Старокостянтинів у напрямі Севастополя. Вони ж, водночас, узяли діяльну участь у нищенні комплексу колишнього Домініканського монастиря.

«Очищений був церковний терен від сміття обвалених стін, коридорів, що прямували в різних напрямках і використовувалися домініканцями для хресних ходів; робітники ламали стіни до підвалин і відкривали таким чином вигляд на храм з вулиці через так звані святі ворота (на яких зображена храмова ікона Воздвиження Чесного Хреста)».

1852 року в нижньому ярусі вежі влаштовано «теплу» церкву Воскресіння Господнього. 13 вересня 1853 року колишній костел було переосвячено на Собор Воздвиження Чесного Хреста.

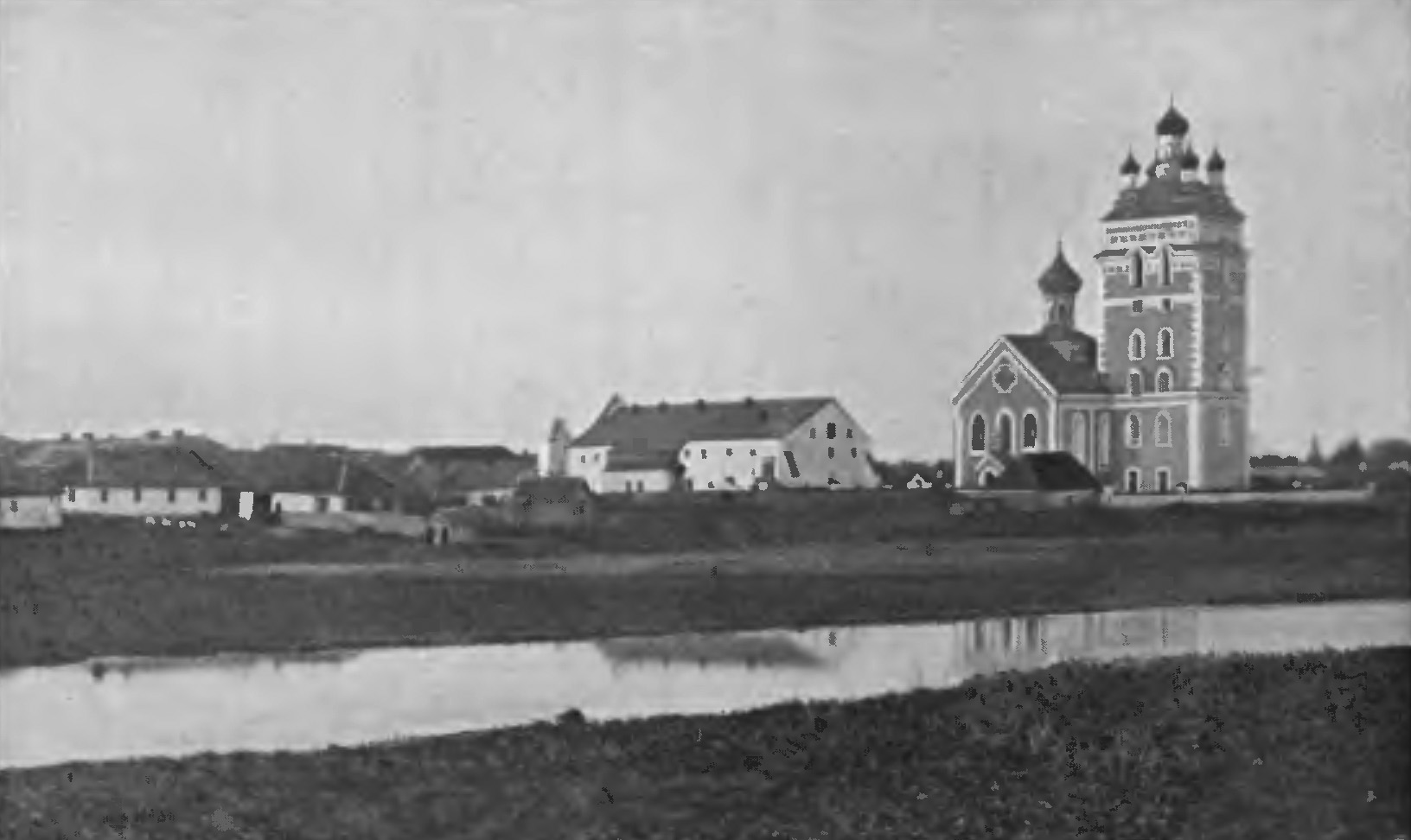
Вигляд святині після перебудови на російську православну церкву. 1910 рік

У 1860-х роках з державної скарбниці було виділено 30 000 рублів на перебудову колишнього домініканського храму за затвердженим Святійшим синодом проектом Ернеста Жибера на муравйовку:

«Метою цього проекту, затвердженого в 1871 році, було цілковите знищення первісного вигляду будівлі XVI—XVII століть <…> Запроектовані добудови були такими суттєвими, що стародавня унікальна споруда мала потонути під нагромадженням нових об'ємів, зведених у псевдоросійському стилі».

На ділі проект перебудови росіянам вдалося здійснити лише частково. За час перебудови 1875–1880 років гроші і церковне майно розікрали. З дзвіниці зняли три дзвони, один з яких невідомими шляхами опинився в селі Великі Мацевичі Заславського повіту, а два інших зникли. Церковною землею біля річки Случ заволоділа власниця міста Анна Абамелік з Засецьких.
Стан храму, зокрема втрати інтер'єру після перебудов, описані 1887 року у «Метриці…», складеній Никанором Карашевичем:

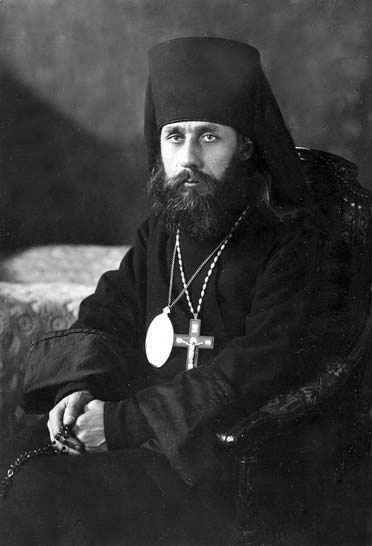
. Протягом 1911—1914 років був священнослужителем у старокостянтинівському соборі. 2000 року канонізований Російською православною церквою як святий.

«Стрілчаті склепіння, оперті на карнизи; а під карнизами, у вівтарі, були ліпні янголи, які ніби своїми руками підтримували склепіння; у чотирьох кутах властиво храму — чотири голови апокаліптичних тварин під карнизами. Ці ліпні фігури, під час перебудови собору в 1875—1880 роках, попри моє настійливе прохання до архітектора Дейнеки не чіпати їх, були оббиті і знищені, відтак інтер'єр храму суттєво втратив на вигляді».

Хори костелу і поверхня башточки, в якій йшли гвинтові сходи, оздоблювала ліпнина у вигляді виноградної лози з гронами. Склепіння вежі станом на кінець 1920-х ще були декоровані рослинною ліпниною.
Станом на 1884 рік від саду колишнього Домініканського монастиря не лишилося жодного дерева.

### Остаточне знищення
1919 року в часі радянсько-української війни, за радянськими джерелами, внаслідок обстрілу української артилерії будівлі собору Воздвиження Чесного Хреста завдано шкоди.
Перед німецько-радянською війною в колишньому монастирському комплексі розташовувалася катівня НКВС.
Під час німецької окупації 1941–1944 років в'язниця використовувалася Гестапо. В колишньому Домініканському костелі проводилися розстріли українських і радянських підпільників, мирних жителів і заручників різних акцій.
| Реєстр учасників антигітлерівського підпілля ОУН та їх симпатиків, ув'язнених та/або вбитих у колишньому Домініканському монастирі | Реєстр учасників антигітлерівського підпілля ОУН та їх симпатиків, ув'язнених та/або вбитих у колишньому Домініканському монастирі | Реєстр учасників антигітлерівського підпілля ОУН та їх симпатиків, ув'язнених та/або вбитих у колишньому Домініканському монастирі | Реєстр учасників антигітлерівського підпілля ОУН та їх симпатиків, ув'язнених та/або вбитих у колишньому Домініканському монастирі | Реєстр учасників антигітлерівського підпілля ОУН та їх симпатиків, ув'язнених та/або вбитих у колишньому Домініканському монастирі |
| Ім'я, прізвище (*версія) | Приналежність до підпілля, місце мешкання                                                                                          | Причина смерті ( — невідома), інше                                                                                                 | Дата смерті | Фото |
| --- | --- | --- | --- | --- |
| Антонишин | м. Старокостянтинів. Член Похідної групи, фотограф                                                                                 | заарештований в квітні 1942 року разом з Дем'яном Савчуком, згодом звільнений                                                      | — | |
| Максим Боднар | член Старокостянтинівської організації ОУН                                                                                         | розстріл | 1942 | |
| Леонід Бучик | м. Летичів | тортури | 1943 | |
| Іван Бегеба | с. Копачівка Деражнянського району                                                                                                 | розстріл | 1943 | |
| Микола Бегеба | с. Копачівка Деражнянського району                                                                                                 | — | 1943 | |
| Максим Бондар | м. Старокостянтинів | розстріл | 1942 | |
| Олег Бригида | м. Летичів | розстріл | 1943 | |
| Степан Гарбаренко | с. Залетичівка | — | 1943 | |
| Григорій Гасюк | с. Копачівка Деражнянського району                                                                                                 | розстріл | 1943 | |
| Павло Гірчак | с. Требухівці Летичівського району                                                                                                 | — | 1943 | |
| Олена Грабовська | симпатик ОУН, с. Нижня Томашівка Ярмолинецького району                                                                             | тортури | — | |
| Мирон Демчишин | с. Копачівка Деражнянського району                                                                                                 | розстріл | 1943 | |
| Тодосій Дудник | с. Лисогірка Летичівського району                                                                                                  | розстріл | 1943 | |
| Захар Дядик | с. Требухівці Летичівського району                                                                                                 | — | 1943 | |
| Яків Заверуха | м. Летичів | тортури | 1943 | Яків Заверуха |
| Іван Замрачило | с. Копачівка Деражнянського району                                                                                                 | — | 1943 | |
| Олександр Коваль | с. Копачівка Деражнянського району                                                                                                 | розстріл | 1943 | |
| Степан Котик | с. Требухівці Летичівського району                                                                                                 | — | 1943 | |
| Володимир Лучков | с. Ставниця Летичівського району                                                                                                   | тортури | 1943 | |
| Олена Матвеєва | м. Летичів | тортури | 1943 | Олена Матвеєва |
| Василь Мазур | м. Летичів | розстріл | 1943 | Василь Мазур |
| Фокій Мрук | с. Копачівка Деражнянського району                                                                                                 | — | 1943 | |
| Олександр Маяковський | с. Требухівці Летичівського району                                                                                                 | — | 1943 | |
| Казимир Островський* | м. Летичів | розстріл | 1943 | |
| Іван Очківський | м. Летичів | розстріл | 1943 | |
| Петро Пантелеймонов | лісничий Пархомовецького лісництва Летичівського району                                                                            | розстріл | 1943 | |
| Михайло Покорний | м. Старокостянтинів, актор старокостянтинівського Театру імені Тараса Шевченка                                                     | розстріл | 1942 | |
| Іван Прокопов* | с. Копачівка Деражнянського району                                                                                                 | — | 1943 | |
| Григорій Романишин | с. Копачівка Деражнянського району                                                                                                 | розстріл | 1943 | |
| Кіндрат Рудий | с. Требухівці Летичівського району                                                                                                 | — | 1943 | |
| Іван Сабодан | с. Марківці Летичівського району                                                                                                   | тортури | 1943 | |
| Петро Садовський | с. Требухівці Летичівського району                                                                                                 | — | 1943 | |
| Дем'ян Савчук | член Похідної групи, один з організаторів і очільників Старокостянтинівської молодіжної організації ОУН                            | розстріл | 1942 | |
| Свіргун | член Старокостянтинівської організації ОУН                                                                                         | розстріл | 1942 | |
| Григорій Свистун | с. Требухівці Летичівського району                                                                                                 | — | 1943 | |
| Онисій Слащук | с. Головчинці Летичівського району                                                                                                 | відправлений на німецьку каторгу                                                                                                   | помер після війни | |
| Григорій Сухий | с. Нижня Томашівка Ярмолинецького району. Керівник сільської молодіжної організації ОУН                                            | розстріл | 1943 | |
| Панас Транчук | с. Головчинці Летичівського району. Лісничий Головчинецького лісництва                                                             | розстріл | 1943 | |
| Олександр Чикерда | с. Красносілка Старокостянтинівського району. Зв'язковий Старокостянтинівського проводу ОУН                                        | тортури | 1942 | Олександр Чикерда |
| Григорій Чорнолуцький | с. Копачівка Деражнянського району                                                                                                 | розстріл | літо 1943 | |
| Іван Яворський | с. Головчинці Летичівського району                                                                                                 | — | літо 1943 | Іван Яворський |

З 1945 до 2002 року комплекс належав районному відділу міліції. У колишньому костелі було влаштовано тир, а на першому поверсі вежі — більярдну залу.

### У структурі Московського патріархату
Починаючи з 1997 року, Хмельницьке єпархіальне управління Української православної церкви Московського патріархату розпочало процес з «повернення церкві будівель колишнього монастиря». У владні інстанції усіх рівнів, починаючи від органів місцевого самоврядування, закінчуючи прем'єр-міністром і президентом України, регулярно надсилалися листи з проханням про «повернення» монастиря. Внаслідок проведеної кампанії і на виконання указу президента України від 24 травня 2000 року «Про заходи щодо повернення релігійним організаціям культового майна», Державним комітетом України у справах релігій розроблено «Графік повернення релігійним організаціям культових будівель, які не використовуються за призначенням», згідно з яким будівлі колишнього Домініканського монастиря повинні бути передані у власність УПЦ (МП). Окремо Кабінет міністрів України доручив Хмельницькій обласній державній адміністрації прискорити будівництво нової адміністративної будівлі для Старокостянтинівського районного відділу Управління МВС України в Хмельницькій області, яке тим часом займало будівлі колишнього монастиря.

Відправа архієпископа Хмельницького і Шепетівського УПЦ (МП) священноархімандрита монастиря Антонія в руїнах Домініканського костелу. 28 вересня 2005 року

25 квітня 2000 року XIII сесія Старокостянтинівської міської ради ухвалила рішення № 18 «Про передачу колишнього храму і келій Православного монастиря в м. Старокостянтинів Хмельницькому єпархіальному управлінню Української православної церкви». Проте виконання цього рішення затягувалося. За словами архієпископа Хмельницького і Шепетівського УПЦ (МП) Антонія, влада міста зволікала з «встановленням історичної справедливості» через «заангажованість націоналістичними ідеями». У вересні 2003 року Управління МВС України в Хмельницькій області згідно з наказом № 402 «Про безкоштовну передачу з балансу Старокостянтинівського РВ УМВС на баланс Української православної Церкви приміщення адміністративного будинку (колишнього чоловічого монастиря)» передало Хмельницькій єпархії УПЦ (МП) в безоплатне користування ще сім об'єктів нерухомого майна, розташованих на території колишнього монастиря за адресою вул. Івана Федорова, 34, зокрема, келійний корпус колишнього Домініканського монастиря, необліковану пам'ятку XVII століття. Рішенням Старокостянтинівської міської ради від 26 серпня 2003 року № 29 попереднє рішення «Про передачу…» як незаконне скасоване. 9 грудня 2003 року Старокостянтинівська міжрайонна прокуратура опротестувала таке рішення радців. Проте своїм рішенням від 19 грудня того ж року Старокостянтинівська міська рада відхилила прокурорський протест. У подальшому прокуратура до суду звертатися не стала.
У будівлях оселилися спершу черниці, а з 2004 року ченці самопроголошеного монастиря Воздвиження Чесного Хреста. Одразу ж, за словами ченців, в інтер'єрі костелу на стінах проявилися лики святих. Вхід з костелу до вежі монахи загородили дерев'яним парканом і вставили двері.
Навесні 2008 року чоловічий монастир Воздвиження Чесного Хреста Хмельницької єпархії звернувся до Старокостянтинівської міської ради з проханням про оформлення права власності на будівлі за адресою вул. Івана Федорова, 34 (а саме: приміщення двоповерхового адміністративного будинку, приміщення автомобільного гаража, приміщення пункту технічного обслуговування автомобілів), але через ненадання потрібних документів на право власності отримав відмову і звернувся з позовом до суду.
23 березня 2009 року Господарський суд Хмельницької області визнав право власності монастиря Воздвиження Чесного Хреста на будівлі за адресою вул. Івана Федорова, 34. Водночас, під час судового процесу з'ясувалося, що земельна ділянка за цією адресою ні в користування, ні у власність монастиреві не передавалася.
Протягом 2004–2013 років на території колишнього Домініканського монастиря тривали будівельні роботи, зокрема, був демонтований «давній» монастирський корпус, в якому раніше розташовувався паспортний стіл Старокостянтинівського РВ УМВС; зведена будівля для релігійних потреб. Митрополит Хмельницький і Старокостянтинівський, священноархімандрит монастиря Воздвиження Чесного Хреста Антоній особисто контролював здійснення будівельних робіт і робив вказівки щодо їх ведення.
У 2023 році у Києві презентували інвестиційний проєкт «Велична вежа». Він передбачає реставрацію костела та вежі-донжон. Аби втілити задумане, наразі ініціатори проєкту шукають фінансової підтримки: грантів або допомоги меценатів.

## Архітектура

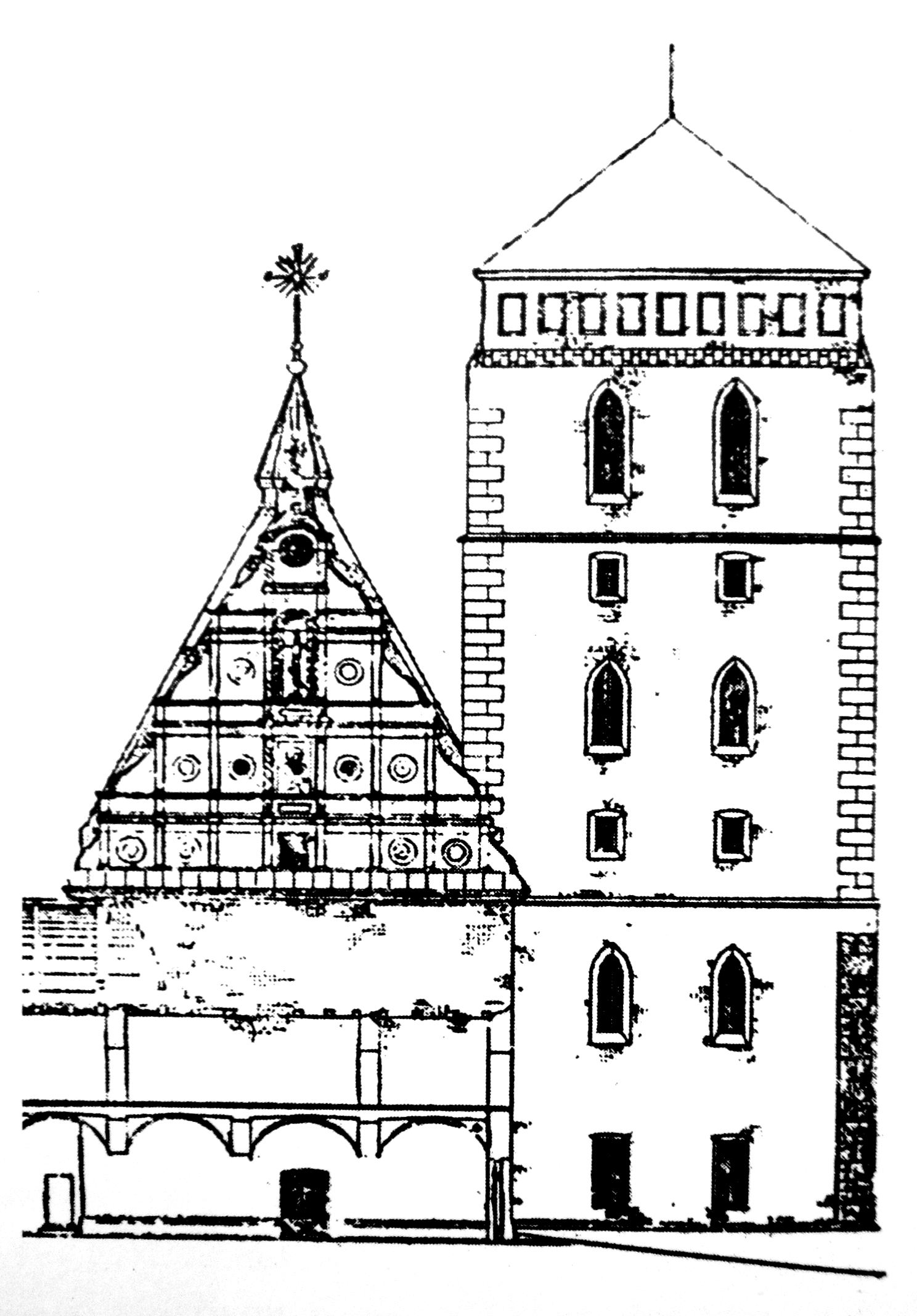
Костел Матері Божої Громничої та вежа-донжон. Вигляд до перебудови 1870—1880 років

Однонавовий храм зального типу традиційно орієнтований за віссю схід-захід. Мурований переважно з каменю з вкрапленням цегли. Має значні розміри 35×16 м. Зі сходу до нави прилягає п'ятигранна апсида. З південного боку — майже квадратна в проєкції вежа. Фасад оточений двома рядами бійниць. Круглі вікна східної стіни також амбразурного типу. Комунікація з вежею безпосередньо через наву костелу. На хори вели кручені сходи в північно-західному куті нави. Архітектура святині загалом характеризується як готична: хрещате склепіння над навою і апсидою, стрілчаті вікна витягнутих пропорцій. До арсеналу бароко слід віднести чотириярусний щипець західного фасаду. Найближчі в українській архітектурі аналогії в розплануванні: церква Вознесіння Господнього у Вишневці та церква Різдва Пресвятої Богородиці в селі Мильча на Волині.
Вежа складається з шести ярусів, сполучення між якими було через гвинтові сходи, влаштовані в півциліндричній башточці в північно-східному куті. Мурована з каменю і цегли.
Товщина стін першого ярусу — 2,8 м. Освітлення — через вікна. На першому, третьому і п'ятому ярусах — прямокутної форми, на другому, четвертому й шостому — стрілчатими. Вежа пристосована для ведення вогню з різних видів зброї. Має бійниці з внутрішніми камерами та ключоподібнимим отворами, прорізані в кам'яних блоках. Верхній ярус завершує витончена аркатура. Була накрита шатровим дахом.
У крипті костелу було поховано останнього коронного гетьмана польного Северина Жевуського (1743 — 1811), який отримав місто у 1794 році як посаг і планував зробити у костелі домініканів родинну усипальню. Але крім нього з Жевуських тут було поховано тільки його дочку Ізабеллу.

## Підземні комунікації
У 2000-их роках, під час здійснення земляних робіт, на місці неіснуючого будинку по вулиці Грушевського, виявлено мурований підземний хід в напрямку Домініканського монастиря, який без належного археологічного обстеження був знищений.
Археологічними дослідженнями 2000-их років виявлено, що святиня з'єднувалася підземним ходом із замком князів Острозьких.

## Охорона пам'ятки
Постановою Ради Міністрів УРСР від 6 вересня 1979 року № 442 «Комплекс споруд оборонної башти» під охоронним № 1701 1; 2 узято під охорону держави.
У 2007 році Кабінетом міністрів України створений організаційний комітет з підготовки до відзначення 800-ліття Старокостянтинова. Очолив комітет віце-прем'єр-міністр Дмитро Табачник. До 2009 року планувалася реставрація пам'яток архітектури міста, зокрема, ансамблю колишнього Домініканського монастиря. На ці цілі з державного і місцевого бюджетів планувалося виділити близько 70 мільйонів гривень.
23 вересня 2008 року «комплекс споруд оборонної башти», а саме: донжон і руїни костелу, внесено до переліку пам'яток культурної спадщини, що не підлягають приватизації.

## Додатки
- Домініканський монастир у Староконстантинові на фільмі з дрона [Архівовано 12 листопада 2021 у Wayback Machine.].